# Naturschutzgebiet Hirschberg- und Heidweiher in der Gabellohe
Der Hirschberg- und Heidweiher in der Gabellohe ist ein Naturschutzgebiet nahe Immenreuth im Oberpfälzer Landkreis Tirschenreuth in Bayern.
Das Naturschutzgebiet befindet sich 3 Kilometer südwestlich von Immenreuth. Es ist Bestandteil des FFH-Gebietes Haidenaabtal und Gabellohe.
Das 28 ha große Areal ist der östliche Bereich eines großen Schutzgebietskomplexes, dessen überwiegender Teil in Oberfranken (Naturschutzgebiet Haidenaabtal und Gabellohe) liegt. Das Schutzgebiet umfasst im Wesentlichen feuchtgebietsgebundene Lebensraumtypen mit gefährdeten Tiergruppen und hat überregionale Bedeutung. Es bietet der dortigen Vogelwelt einen Lebensraum mit notwendigen Nahrungsquellen und  Brutgelegenheiten. In diesem Gebiet sind zahlreiche Sukzessionsstadien der Verlandungen und der Moorbildung anzutreffenden.
Das Naturschutzgebiet wurde am 20. August 1982 ausgewiesen.